# Estados Unidos en la Copa Mundial de Rugby de 1987
La Selección de rugby de Estados Unidos fue uno de los 16 participantes de la Copa Mundial de Rugby de 1987 que se realizó en Nueva Zelanda.
Fue la primera participación de las Águilas en la Copa Mundial de Rugby.

## Plantel
|                         | Jugador         | Edad    | Posición      | Pruebas | Equipo                           |
| ----------------------- | --------------- | ------- | ------------- | ------- | -------------------------------- |
| Hookers y Pilares       |                 |         |               |         |                                  |
| 1                       | Rick Bailey     | 32 años | Pilar         | 9       | Old Blue Rugby                   |
|                         | Neal Brendel    | 32 años | Pilar         | 5       | Pittsburgh Rugby Club            |
| 2                       | John Everett    | 30 años | Hooker        | 5       | Old Blue Rugby                   |
|                         | Butch Horwath   | 26 años | Pilar         | 4       | Philadelphia Whitemarsh RFC      |
|                         | Pat Johnson     | 27 años | Hooker        | 1       | Chicago Lions                    |
| 3                       | Fred Paoli      | 33 años | Pilar         | 6       | Denver Barbarians Rugby          |
| Segundas líneas         |                 |         |               |         |                                  |
| 5                       | Ed Burlingham   | 35 años | Segunda línea | 12      | Back Bay Rugby Club              |
|                         | Bob Causey      | 34 años | Segunda línea | 7       | Louisiana State University Rugby |
|                         | Bill Shiflet    | 32 años | Segunda línea | 3       | Lancer Rugby Club                |
| 4                       | Kevin Swords    | 26 años | Segunda línea | 5       | Boston RFC                       |
| Alas y Octavos          |                 |         |               |         |                                  |
| 7                       | Steve Finkel    | 34 años | Ala           | 4       | Scioto Valley RFC                |
| 6                       | Gary Lambert    | 28 años | Ala           | 8       | White Plains RFC                 |
|                         | Tony Ridnell    | 26 años | Ala           | 0       | Seattle Rugby Club               |
| 8                       | Brian Vizard    | 27 años | Octavo        | 4       | Old Mission Beach Athletic Club  |
|                         | Blane Warhurst  | 25 años | Octavo        | 8       | Old Blue Rugby                   |
| Medios scrums           |                 |         |               |         |                                  |
|                         | Dave Dickson    | 27 años | Medio scrum   | 1       | Charlotte Rugby Club             |
| 9                       | Mike Saunders   | 28 años | Medio scrum   | 2       | Old Mission Beach Athletic Club  |
| Aperturas y Centros     |                 |         |               |         |                                  |
| 10                      | Joe Clarkson    | 30 años | Apertura      | 3       | Los Angeles Rugby Club           |
|                         | Roy Helu        | 33 años | Centro        | 10      | Old Blue Rugby                   |
| 13                      | Kevin Higgins   | 24 años | Centro        | 6       | Old Mission Beach Athletic Club  |
|                         | Dave Horton     | 32 años | Apertura      | 1       | Boston RFC                       |
|                         | Denis Shanagher | 30 años | Centro        | 8       | Bay Area Touring Side            |
| 12                      | Tommy Vinick    | 30 años | Centro        | 1       | Hartford Wanderers RFC           |
| Fullbacks y Wings       |                 |         |               |         |                                  |
|                         | Mike Caulder    | 27 años | Fullback      | 2       | Universidad Life                 |
| 11                      | Gary Hein       | 22 años | Wing          | 2       | California Golden Bears Rugby    |
|                         | John Mickel     | ¿? años | Wing          | 1       | Los Angeles Rugby Club           |
| 15                      | Ray Nelson      | 25 años | Fullback      | 6       | Hutchesons' GSFP                 |
| 14                      | Mike Purcell    | 35 años | Wing          | 12      | Bay Area Touring Side            |
| Entrenador: George Hook |                 |         |               |         |                                  |

## Participación

### Grupo A
| Equipo         | Jug. | Gan. | Emp. | Perd. | A favor | En contra | Puntos |
| -------------- | ---- | ---- | ---- | ----- | ------- | --------- | ------ |
| Australia      | 3    | 3    | 0    | 0     | 108     | 41        | 6      |
| Inglaterra     | 3    | 2    | 0    | 1     | 100     | 32        | 4      |
| Estados Unidos | 3    | 1    | 0    | 2     | 39      | 99        | 2      |
| Japón          | 3    | 0    | 0    | 3     | 48      | 123       | 0      |

| 24 de mayo de 1987 | Japón                                                 | 18 – 21 (11-15) | Estados Unidos                                            | Estadio Ballymore, Brisbane,                                     |                                                                  |
|                    | Tries: Taumoefolau , Yoshinaga Pen: Yoshinaga Kutsuki |                 | Tries: Nelson Purcell Lambert Con: (3) Nelson Pen: Nelson | Asistencia: 4000 espectadores Árbitro(s): Guy Maurette (Francia) | Asistencia: 4000 espectadores Árbitro(s): Guy Maurette (Francia) |

| 31 de mayo de 1987 | Australia                                                                               | 47 – 12 (21-3) | Estados Unidos                                     | Estadio Ballymore, Brisbane,                                         |                                                                      |
|                    | Tries: Leeds , Try penal Campese Smith Slack Papworth Codey Con: Lynagh (6) Pen: Lynagh |                | Tries: Nelson Con: Nelson Pen: Nelson Drop: Horton | Asistencia: 10.855 espectadores Árbitro(s): Brian Anderson (Escocia) | Asistencia: 10.855 espectadores Árbitro(s): Brian Anderson (Escocia) |

| 3 de junio de 1987 | Inglaterra                                                        | 34 – 6 (12-0) | Estados Unidos             | Concord Oval, Sídney,                                                  |                                                                        |
|                    | Tries: Winterbottom , Harrison Dooley Con: Webb (3) Pen: Webb (4) |               | Tries: Purcell Con: Nelson | Asistencia: 8785 espectadores Árbitro(s): Kerry Fitzgerald (Australia) | Asistencia: 8785 espectadores Árbitro(s): Kerry Fitzgerald (Australia) |